# Soyouz-2 (fusée)

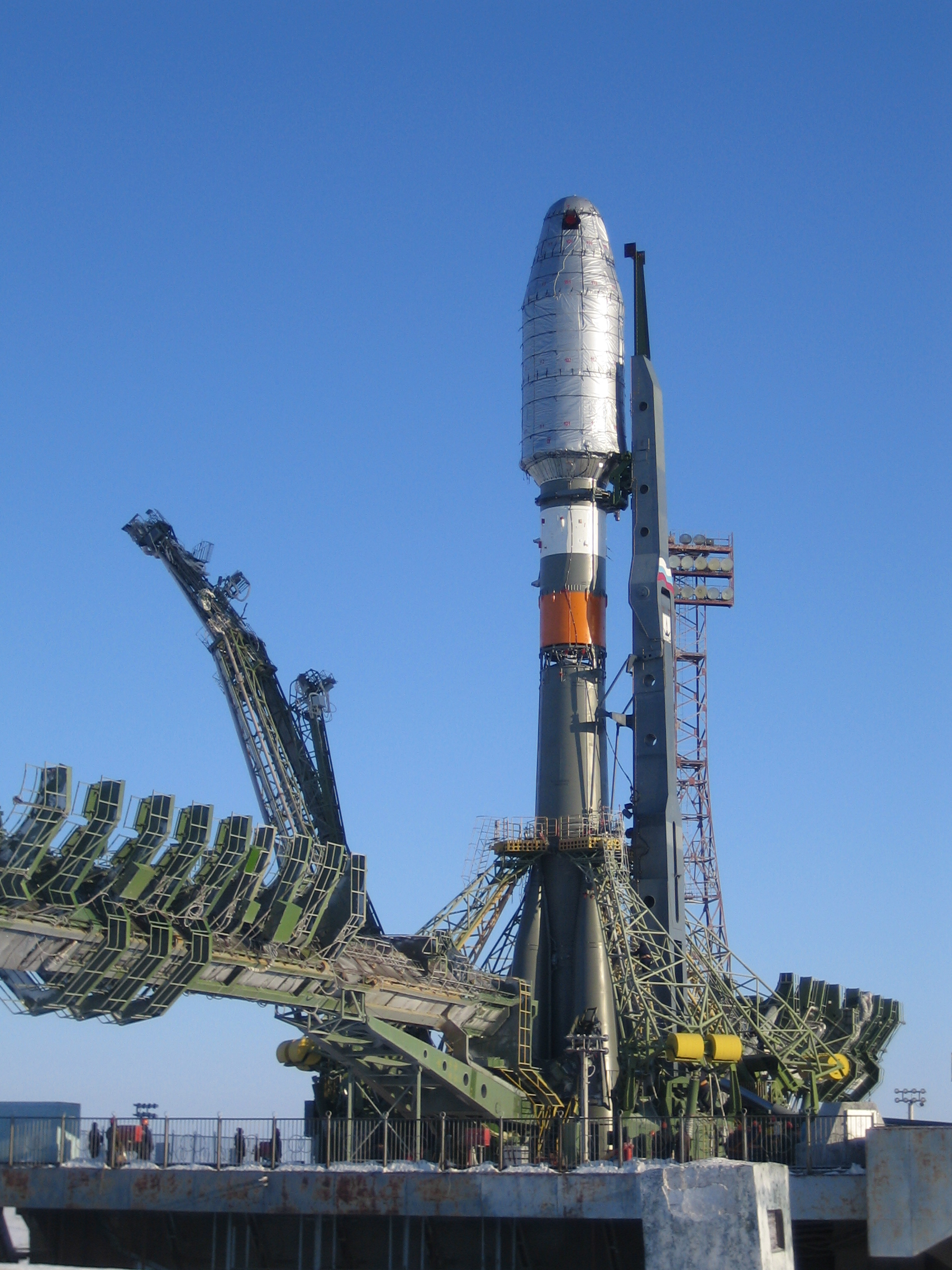
Lanceur Soyouz 2.1b sur son pas-de-tir

La fusée Soyouz-2 (indice GRAU : 14A14), est la désignation collective pour les nouvelles versions du XXIe siècle de la fusée russe Soyouz. Certaines versions moins puissantes abandonnent l'architecture du premier étage à 4 blocs regroupés en faisceau donnant au Soyouz son apparence si particulière et les moteurs-fusées d'origine du 1er étage sont remplacés par un unique propulseur NK-33 développé à la fin des années 1960 pour la fusée géante soviétique N1.
Dans sa forme de base, il s’agit d’une fusée à trois étages permettant de placer des charges utiles sur une orbite terrestre basse. Les propulseurs d'appoint de premier étage et les deux étages principaux sont dotés de moteurs plus puissants dotés de systèmes d’injection améliorés, par rapport aux versions précédentes du Soyouz. Les systèmes de commande de vol et de télémétrie numériques permettent de lancer la fusée à partir d’une plate-forme de lancement fixe, tandis que les plates-formes de lancement des anciennes fusées Soyouz devaient être pivotées, la fusée ne pouvant changer de direction en vol.

## Versions
- Soyouz 2.1a, la première version de Soyouz 2 ayant volé
- Soyouz 2.1b, une version possédant un moteur amélioré sur son troisième étage
- Soyouz ST-A, l'équivalent français de Soyouz 2.1a pour les lancements depuis le Centre Spatial Guyanais
- Soyouz ST-B, l'équivalent français de Soyouz 2.1b pour les lancements depuis le Centre Spatial Guyanais
- Soyouz 2.1v, dérivée du Soyouz 2.1b, il était connu auparavant sous l'appellation Soyouz 1